# 萊克皮克斯基爾 (紐約州)
萊克皮克斯基爾（英語：Lake Peekskill）是位於美國紐約州帕特南縣的非建制地區。

## 歷史
萊克皮克斯基爾的郵局自1933年營運至今。

## 地理
萊克皮克斯基爾所處的海拔為高於海平面96米（即315英呎），而該地所採用的時區為UTC-5，即北美东部时区（EST）。同時該地設有夏令時間，為UTC-5調快一小時，即UTC-4（EDT）。